# میرزا بزرگ همدانی مقبل لشگر
میرزا بزرگ همدانی مقبل لشکر از سیاستمداران ایرانی بود، که در دوره نخست بعنوان نماینده زنجان در مجلس شورای ملی حضور داشت.